# Bulbine

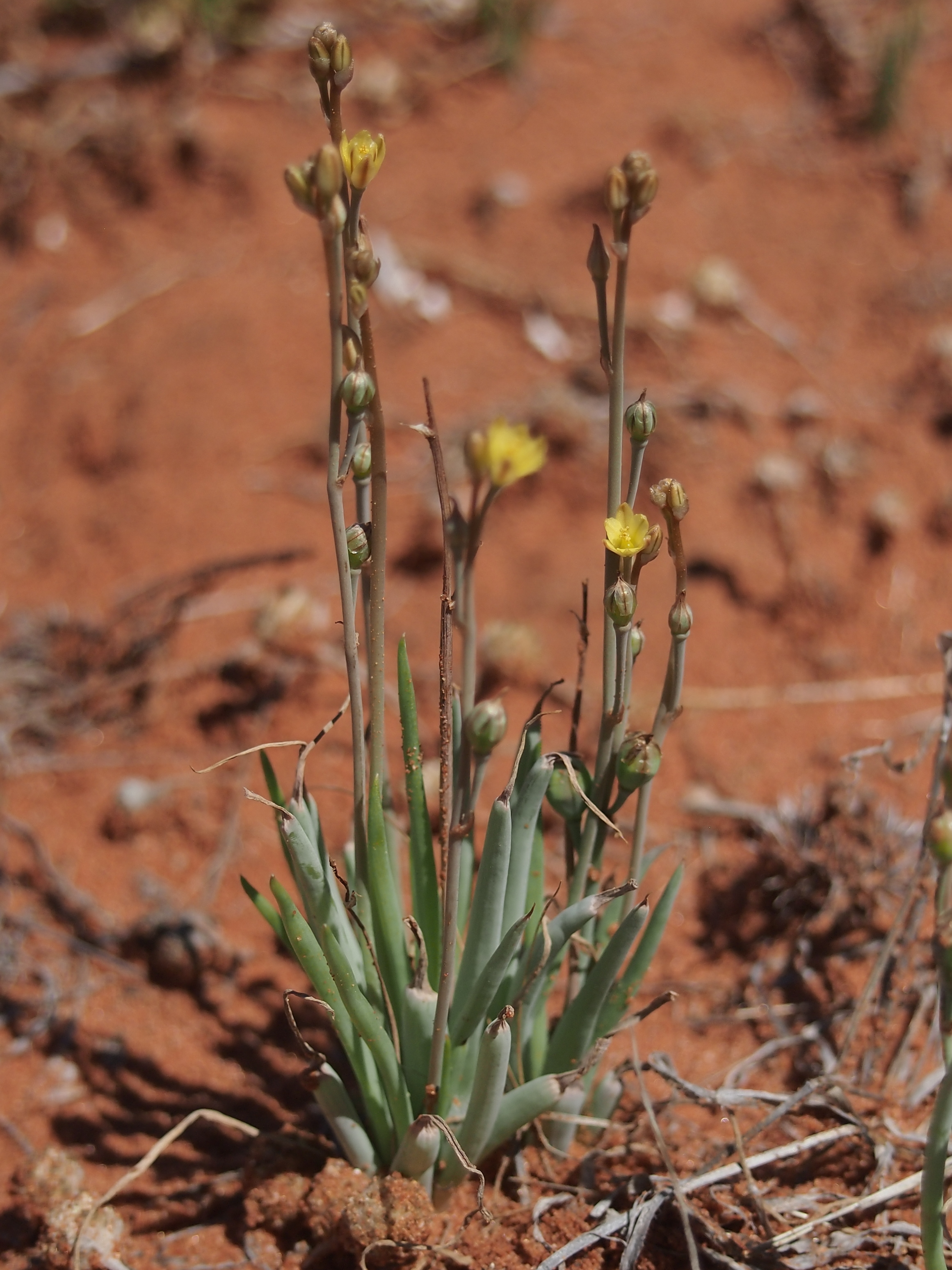
Bulbine semibarbata

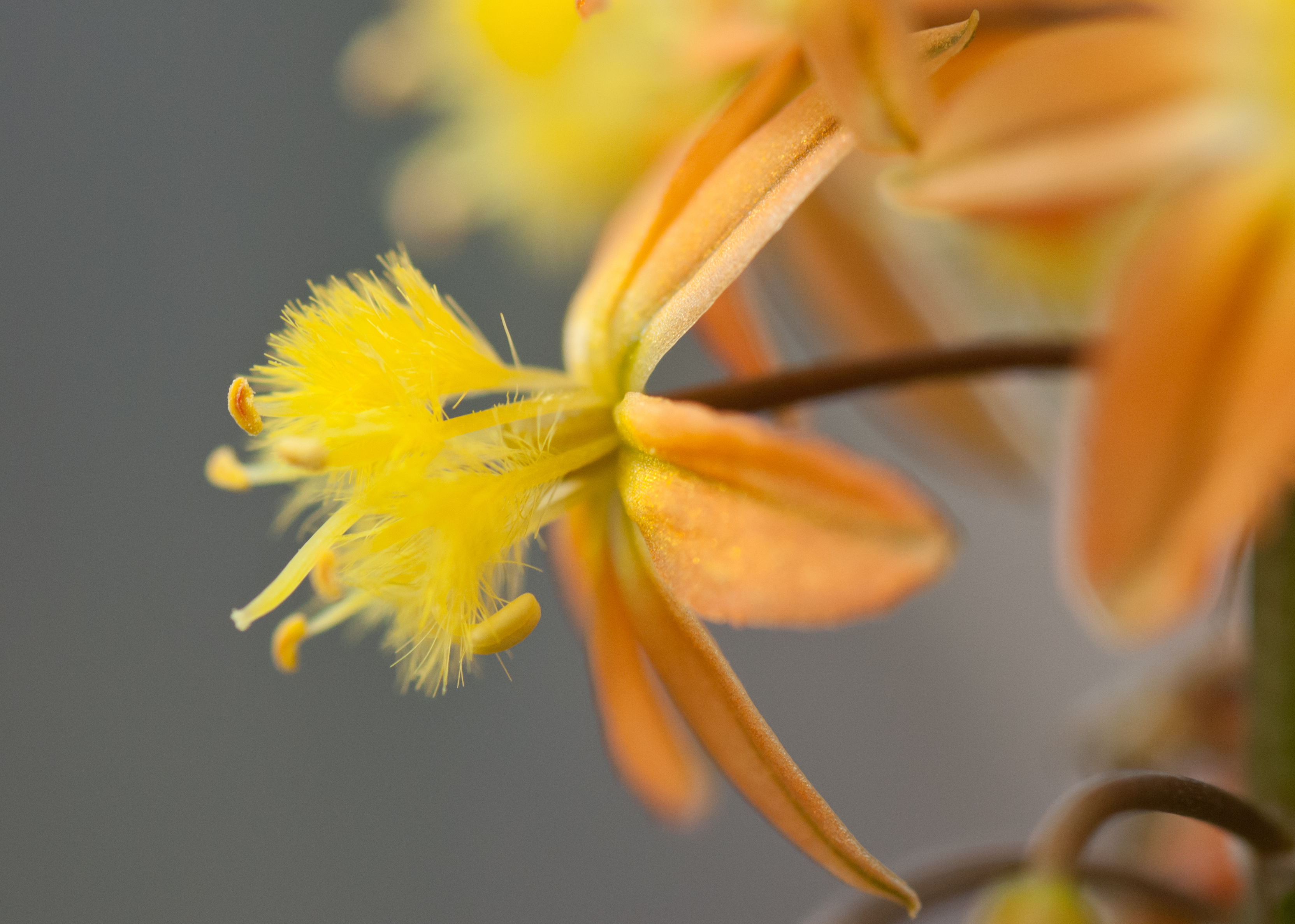
Kwiat bulbine krzewiastej z widocznymi owłosionymi nitkami pręcików

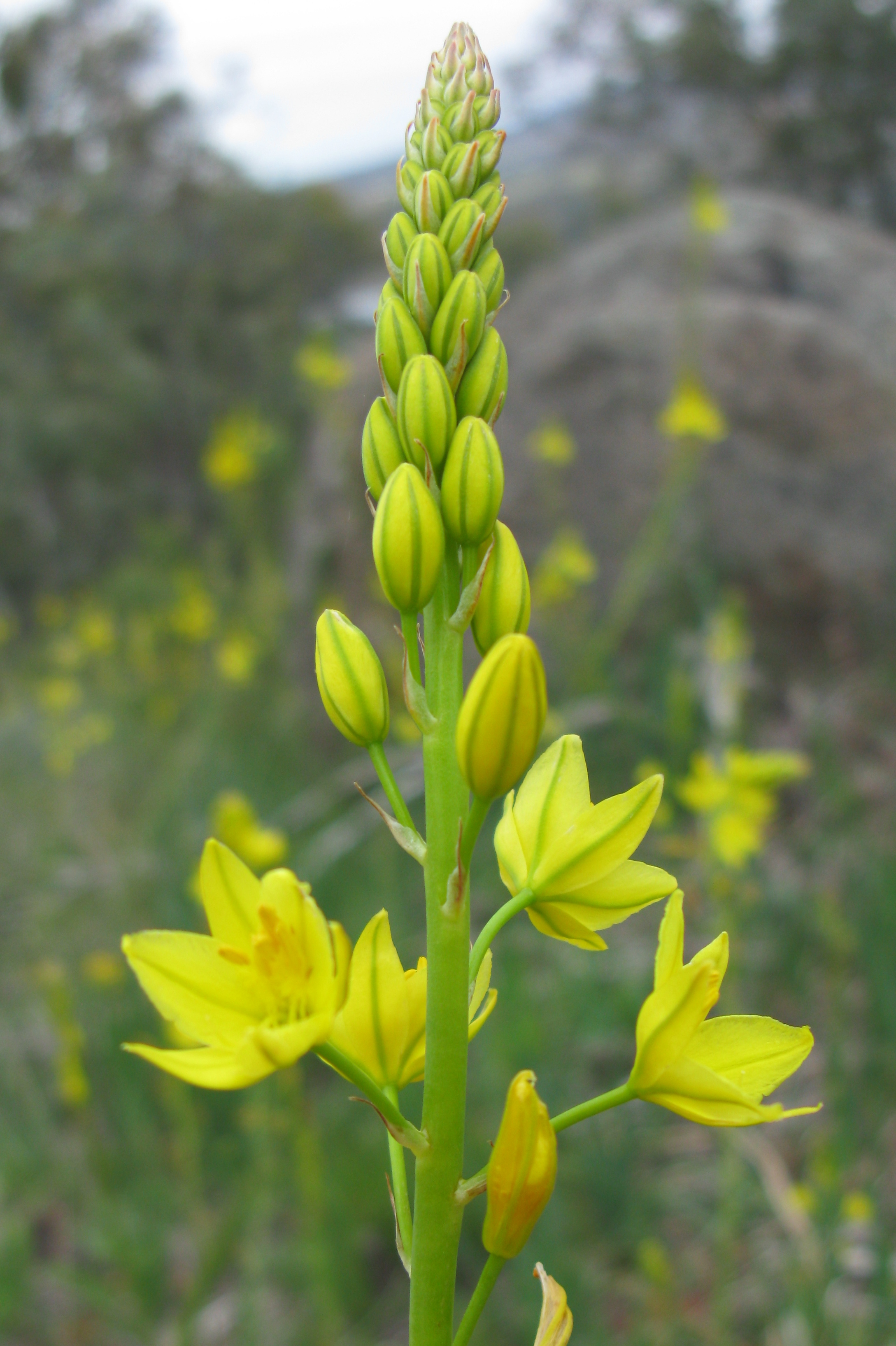
Kwiatostan Bulbine bulbosa

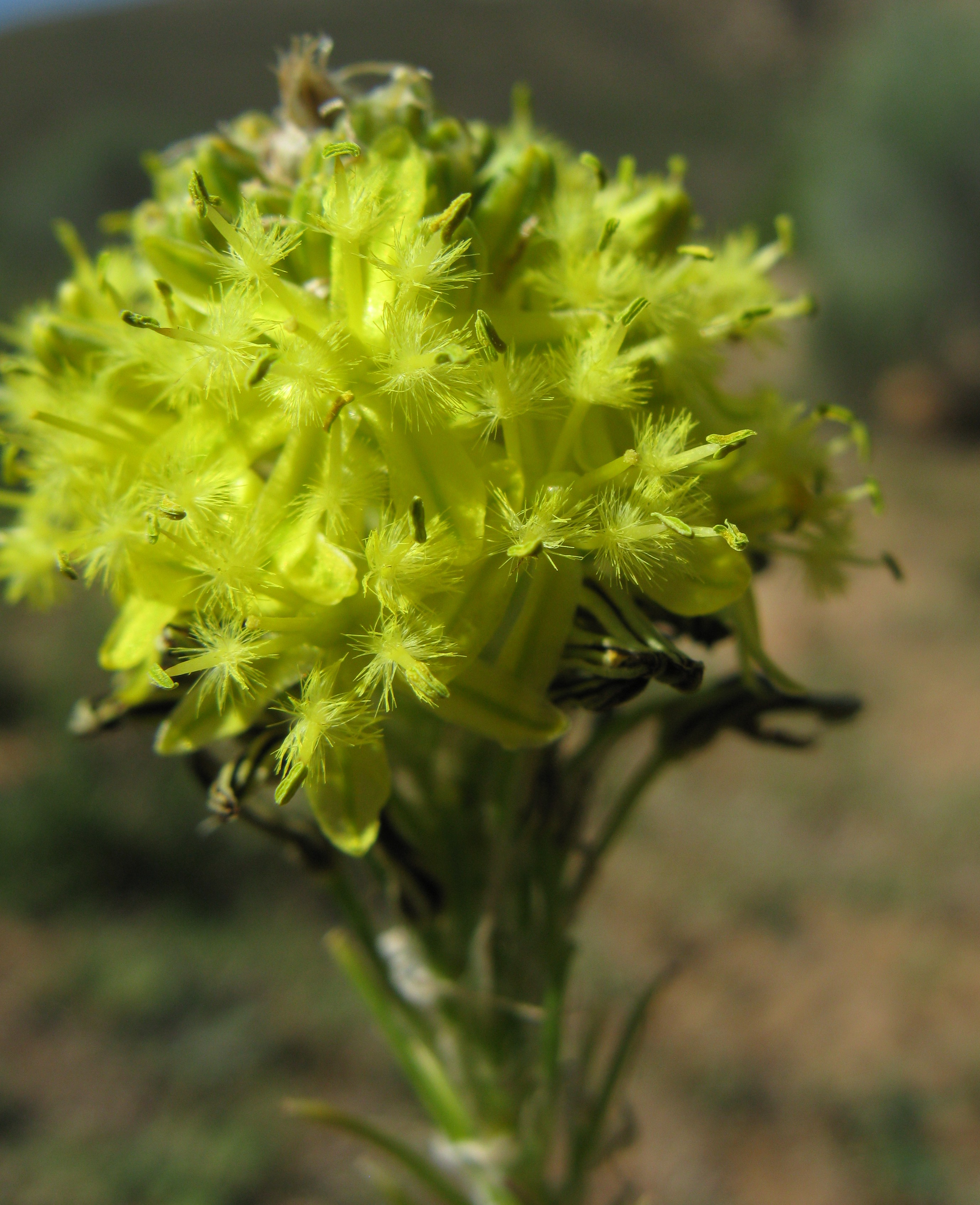
Bulbine lagopus

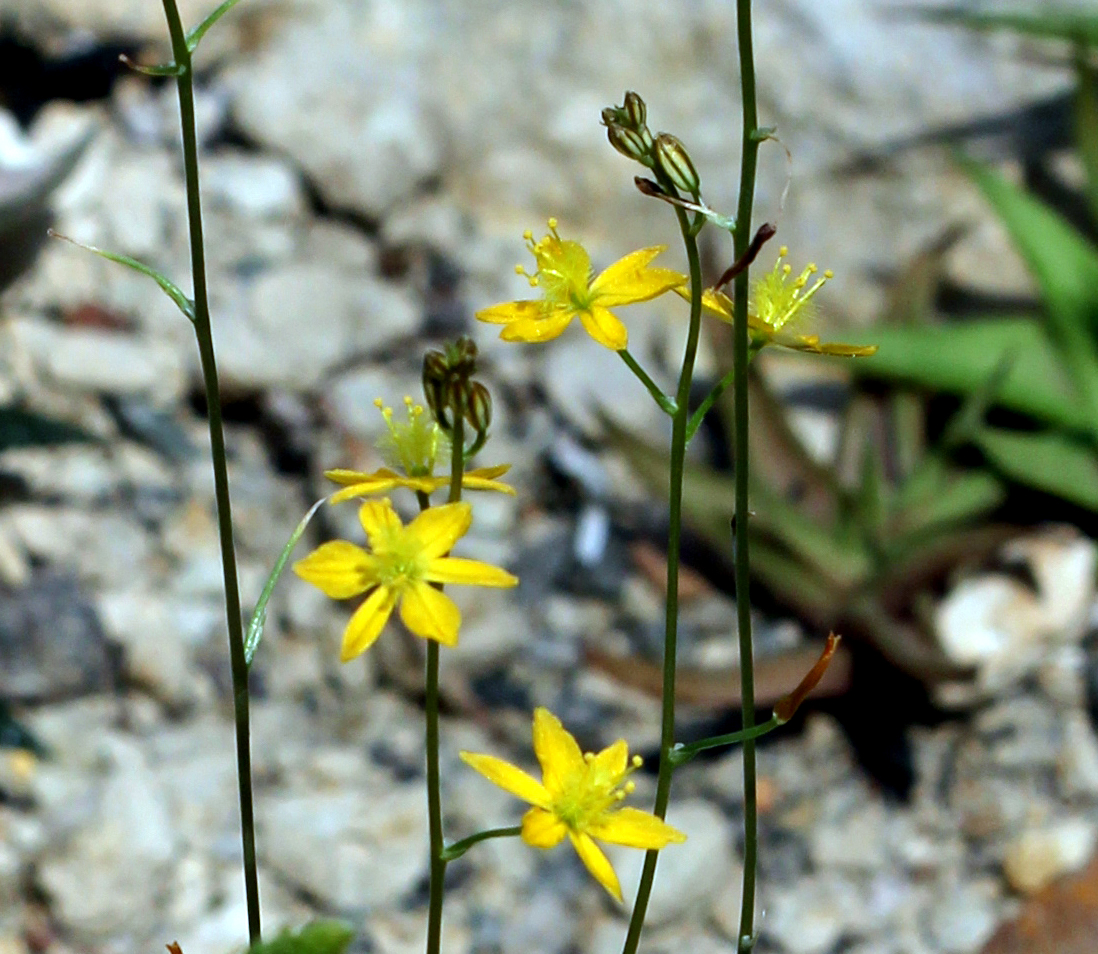
Bulbine mesembryathemoides

Bulbine, bulwiczka (Bulbine N.M.Wolf) – rodzaj roślin należący do rodziny złotogłowowatych (Asphodelaceae), obejmujący 82 gatunki, występujące we wschodniej i południowej Afryce tropikalnej, na obszarze od Sudanu i Erytrei do Południowej Afryki, w Australii i na Tasmanii oraz w Jemenie. Gatunek Bulbine asphodeloides został introdukowany do Włoch. Największa różnorodność rodzaju występuje w południowo-zachodnim Kraju Przylądkowym.

## Morfologia
PokrójRodzaj obejmuje rośliny o zróżnicowanych formach życiowych. Rośliny łodygowe lub bezłodygowe, gruboszowate krzewinki, często z bulwocebulastą lub kłączowatą nasadą pędu (kaudeks), pojedyncze lub tworzące gęste skupiska.
PędyBulwocebule, bardzo zróżnicowane, spłaszczone do okrągłych lub podługowatych, często klapowane.
LiścieBardzo zróżnicowane, na przekroju okrągłe lub spłaszczone, twarde lub miękkie i gruboszowate, nagie lub owłosione, zebrane w różyczkę lub rzadziej położone w dwóch rzędach, zielone do niebieskozielonych, niekiedy z prześwitującymi liniami lub okręgami, często u nasady owłosione. Blaszki liściowe całobrzegie, orzęsione lub drobno ząbkowane. Tkanka wewnętrzna bezbarwna.
KwiatyZebrane po kilka lub wiele w luźny lub gęsty groniasty kwiatostan, cylindryczny do baldachogronowatego, wzniesiony. Szypuła gładka, pozbawiona liści przykwiatowych. Kwiaty promieniste lub rzadko lekko grzbieciste z uwagi na niesymetryczne ułożenie pręcikowia i słupkowia. Okwiat gwiaździsty, rozpostarty, rzadko o listkach mniej więcej stykających się. Sześć listków okwiatu położonych w dwóch okółkach (te w zewnętrznym mniejsze), wolnych, często odgiętych, głównie żółtych. Sześć pręcików o żółtych (rzadziej pomarańczowych), owłosionych nitkach, łączących się z łącznikiem od tyłu główki. Pylniki skierowane do wewnątrz. Zalążnia jajowata do kulistej, trójkomorowa. Szyjka słupka stożkowata, zakończona główkowatym znamieniem.
OwoceTrójkomorowe, kuliste torebki, zawierające kanciaste, czarniawe, spłaszczone, nasiona.

## Biologia
RozwójWieloletnie geofity, rzadziej jednoroczne, wiecznie zielone lub przechodzące okres spoczynku.
GenetykaPodstawowa liczba chromosomów wynosi x=7 u gatunków afrykańskich i x=12 u gatunków australijskich. Gatunki afrykańskie są diploidalne, a australijskie poliploidalne.

## Systematyka
Rodzaj z podrodziny Asphodeloideae z rodziny złotogłowowatych (Asphodelaceae). 
Wykaz gatunków
- Bulbine abyssinica A.Rich.
- Bulbine alata Baijnath
- Bulbine alooides (L.) Willd.
- Bulbine alveolata S.A.Hammer
- Bulbine angustifolia Poelln.
- Bulbine annua (L.) Willd.
- Bulbine asphodeloides (L.) Spreng.
- Bulbine bachmannii Baker
- Bulbine bruynsii S.A.Hammer
- Bulbine bulbosa (R.Br.) Haw.
- Bulbine capensis Baijnath ex G.Will.
- Bulbine capitata Poelln.
- Bulbine cepacea (Burm.f.) Wijnands
- Bulbine coetzeei Oberm.
- Bulbine crassa D.I.Morris & Duretto
- Bulbine cremnophila van Jaarsv.
- Bulbine dactylopsoides G.Will.
- Bulbine dewetii van Jaarsv.
- Bulbine diphylla Schltr. ex Poelln.
- Bulbine disimilis G.Will.
- Bulbine erectipilosa G.Will.
- Bulbine erumpens S.A.Hammer
- Bulbine esterhuyseniae Baijnath
- Bulbine fallax Poelln.
- Bulbine favosa (Thunb.) Schult. & Schult.f.
- Bulbine fistulosa Chiov.
- Bulbine flexicaulis Baker
- Bulbine flexuosa Schltr.
- Bulbine foleyi E.Phillips
- Bulbine fragilis G.Will.
- Bulbine francescae G.Will. & Baijnath
- Bulbine frutescens (L.) Willd. – bulbine krzewiasta
- Bulbine glauca (Raf.) E.M.Watson
- Bulbine haworthioides B.Nord.
- Bulbine inamarxiae G.Will. & A.P.Dold
- Bulbine inflata Oberm.
- Bulbine lagopus (Thunb.) N.E.Br.
- Bulbine lamprophylla Will.
- Bulbine latifolia (L.f.) Spreng.
- Bulbine lavrani G.Will. & Baijnath
- Bulbine lolita S.A.Hammer
- Bulbine longifolia Schinz
- Bulbine louwii L.I.Hall
- Bulbine macrocarpa (Baijnath) Boatwr. & J.C.Manning
- Bulbine margarethae L.I.Hall
- Bulbine meiringii van Jaarsv.
- Bulbine melanovaginata G.Will.
- Bulbine mesembryanthemoide s Haw.
- Bulbine migiurtina Chiov.
- Bulbine minima Baker
- Bulbine monophylla Poelln.
- Bulbine muscicola G.Will.
- Bulbine namaensis Schinz
- Bulbine narcissifolia Salm-Dyck
- Bulbine navicularifolia G.Will.
- Bulbine ophiophylla G.Will.
- Bulbine pendens G.Will. & Baijnath
- Bulbine pendula Keighery
- Bulbine praemorsa (Jacq.) Spreng.
- Bulbine quartzicola G.Will.
- Bulbine ramosa van Jaarsv.
- Bulbine retinens van Jaarsv. & S.A.Hammer
- Bulbine rhopalophylla Dinter
- Bulbine rupicola G.Will.
- Bulbine sedifolia Schltr. ex Poelln.
- Bulbine semenaliundata G.Will.
- Bulbine semibarbata (R.Br.) Haw.
- Bulbine spongiosa van Jaarsv.
- Bulbine stolonifera Baijnath ex G.Will.
- Bulbine striata Baijnath & Van Jaarsv.
- Bulbine succulenta Compton
- Bulbine suurbergensis van Jaarsv. & A.E.van Wyk
- Bulbine tecta G.Will.
- Bulbine thomasiae van Jaarsv.
- Bulbine torsiva G.Will.
- Bulbine torta N.E.Br.
- Bulbine triebneri Dinter
- Bulbine truncata G.Will.
- Bulbine vagans E.M.Watson
- Bulbine vitrea G.Will. & Baijnath
- Bulbine vittatifolia G.Will.
- Bulbine wiesei L.I.Hall

## Nazewnictwo
Etymologia nazwy naukowejNazwa naukowa rodzaju pochodzi od  łacińskiego słowa bulbus, oznaczającego cebulę.
Synonimy taksonomiczne
- Blephanthera Raf., Fl. Tellur. 2: 59 (1836).
- Nemopogon Raf., Fl. Tellur. 2: 27 (1837).
- Phalangium Möhring ex Kuntze, Revis. Gen. Pl. 2: 713 (1891), nom. illeg.
- Bulbinopsis Borzí, Boll. Reale Orto Bot. Palermo 1: 20 (1897).
- Jodrellia Baijnath, Kew Bull. 32: 571 (1978).

## Zastosowanie
Rośliny ozdobneOkoło 30 gatunków bulbine jest uprawianych z uwagi na ozdobne liście. Bulbine krzewiasta jest często uprawiana jako żywopłot w południowej Afryce. Rośliny te łatwo rozmnażają się przez nasiona lub podział. Są szybko rosnące.
Rośliny leczniczeRóżne gatunki bulbine były tradycyjnie używane do leczenia różnorodnych chorób i dolegliwości. Od XVIII wieku brytyjscy i holenderscy osadnicy w Południowej Afryce używali tych roślin do leczenia szerokiej gamy chorób, takich jak choroby przenoszone drogą płciową, dolegliwości żołądkowe i biegunka, infekcje dróg moczowych, infekcje wirusowe, ospa wietrzna i półpasiec oraz infekcje pasożytnicze. Najczęściej stosowanymi w etnomedycynie gatunkami bulbine są B. alooides, B. asphodeloides, B. frutescens, B. latifolia i B. narcissifolia, najczęściej są one wykorzystywane do leczenia chorób skóry (11 gatunków), dolegliwości żołądkowo-jelitowych i infekcji wirusowych, w tym AIDS (6 gatunków), reumatyzmu i chorób układu moczowego (4 gatunki). Rośliny te zawierają antrachinony, pochodne naftochinonów i naftalenu, flawonoidy, triterpeny i sterole, o działaniu przeciwrobaczym, przeciwbakteryjnym, przeciwutleniającym, przeciwzapalnym, przeciwnowotworowym, poprawiającym płodność oraz leczącym rany i oparzenia. Obecnie opatentowane zostały preparaty uzyskane z dwóch gatunków bulbine: B. frutescens i B. natalensis. Dostępne w sprzedaży preparaty z B. frutescens (oparte na soku z liści tych roślin) mają zastosowanie terapeutyczne i kosmetyczne, jako posiadające właściwości grzybobójcze, gojące, nootropowe, dermatologiczne, przeciwzapalne, przeciwkaszlowe, przeciwartretyczne i przeciwbiegunkowe. Preparaty z B. natalensis stosowane są w celu zapobiegania lub leczenia zaburzeń hormonalnych i chorób związanych z brakiem lub niskim poziomem testosteronu u ssaków.
Rośliny spożywczeCebulobulwy Bulbine bulbosa są jadalne po ugotowaniu. Zawierają skrobię i są uznawane za smaczne.